# Weitendorf (Laage)
Weitendorf ist ein Stadtteil von Laage im Landkreis Rostock in Mecklenburg-Vorpommern. In Weitendorf leben 861 Einwohner (Stand: 31. Dezember 2005). Im Januar 2006 wurde die Aufnahme von Verhandlungen über eine Gebietsänderung beschlossen, und am 1. Juli 2006 wurde die ehemals selbstständige Gemeinde mit den damaligen am 1. Juli 1950 nach Weitendorf eingemeindeten Orten Kritzkow und Levkendorf nach Laage eingemeindet. Letzter Bürgermeister vor der Eingemeindung war Hans-Jürgen Mank.

## Geographie
Weitendorf liegt 24 km von Rostock entfernt zwischen den Städten Güstrow, Schwaan und Laage auf einer Höhe von 25 m ü. NN. Das Gelände ist leicht hügelig und fällt nach Südosten zum Urstromtal der Recknitz etwas ab. Nordwestlich von Weitendorf liegt der Hohensprenzer See.

## Infrastruktur
Durch die günstige Infrastruktur auf Grund der Nähe zu Rostock und Güstrow, zur Bundesstraße 103 und zum Autobahnanschluss Laage an der A 19 sowie der Nähe zum Flughafen Rostock-Laage haben sich mehrere Firmen im Gewerbegebiet im Ortsteil Kritzkow niedergelassen, unter anderem ein Betonwerk und ein Betrieb zur Herstellung von Dachsteinen.

## Orts- und Gutsgeschichte
Weitendorf ist ein altes Gutsdorf, geprägt vom jeweiligen Besitzer des Rittergutes, zuletzt im Besitz der mecklenburgischen Uradelsfamilie von Viereck (Vieregge). Deren Genealogie ist eng mit Weitendorf verbunden. Bereits vor 1479 ist der Ritter Otto von Viereck Grundherr im Ort und Kammermeister sowie Stiftsmarschall. Die Nachfolger zu Weitendorf heiraten nur Damen aus dem mecklenburgischen Adel, namentlich aus den Familien von Hahn, von Bülow, von Bibow und von Preen. Melchior von Viereck-Weitendorf, schwedischer Rittmeister, wurde 1642 im Duell erschossen. Sein Sohn Otto Adam führt den Besitz weiter und macht als mecklenburgischer Oberschenk und Kammerpräsident Karriere. Weitere namhafte Vertreter vor Ort waren der Johanniterritter und preußische Kammerherr Gustav von Viereck, vermählt mit Auguste Gräfin Finckenstein-Alt Madlitz. Erbe wurde dann deren Sohn, Rittmeister Otto von Viereck, verheiratet mit Marie von Tresckow, die auch schulkaritativ tätig war. Kurz vor der großen Wirtschaftskrise, Ende der 1920er Jahre, umfasste dieser Besitz 1111 ha Land. Im Kern stand wie überall in Nordostdeutschland die Schafswirtschaft, aber auch eine große Rindviehhaltung und Schweinezucht. Das Gut war ein Allodialbesitz, freies Eigentum, letzter Gutsherr Gustav von Viereck (1878–1942), vermählt mit der Dänin Amory Simmelkjär. Viereck begann einst seine Laufbahn auf dem Gymnasium in Ludwigslust, er war aber kein Offizier.
Im Ort bestanden neben dem Gut weitere landwirtschaftliche Betriebe in der Größenordnung von jeweils exakt 22 ha. Hofbesitzer waren die Familien A. Schippmann, A. Both, C. Dahm, W. Krohn und H. Groth.

## Kultur
→ Siehe Liste der Baudenkmale in Laage#Weitendorf

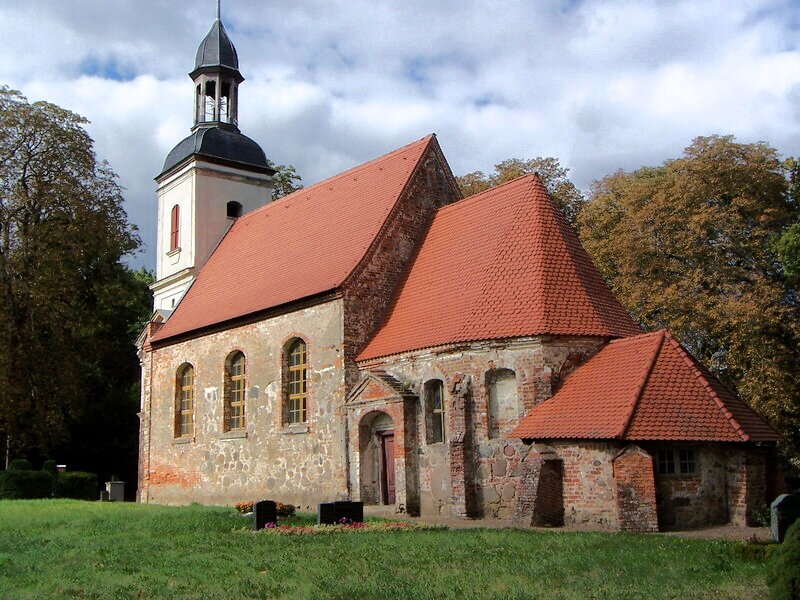
Kirche Weitendorf

Der Barock- und Landschaftspark, der Friedhof mit den Grabkapellen von 1816 und 1845 und die flachgedeckte einschiffige Dorfkirche aus Feldsteinen stehen unter Denkmalschutz.

## Persönlichkeiten
- Adam Otto von Viereck, Gutsherr auf Weitendorf, Träger[8] des Hohen Ordens vom Schwarzen Adler, Kommendator des Johanniterordens
- Christian Friedrich von Viereck; Gutsherr in Weitendorf, Generalmajor, Neffe und Schwiegersohn des Vorgenannten
- Gustav von Viereck, in Weitendorf geboren, Mitglied des Deutschen Reichstags